# Lední hokej na Zimních olympijských hrách 2022 – turnaj muži
Hokejový turnaj mužů na Zimních olympijských hrách 2022 probíhal v Pekingu v Číně od 9. do 20. února 2022 na zimních stadionech National Indoor Stadium a Wukesong Arena.

## Herní systém
ZOH 2022 hokej systém se odehraje stejně jako na předchozích ZOH. V jednotlivých skupinách týmy odehrají zápasy klasickým systémem každý s každým. Vítěz skupin a nejlepší tým z druhého místa postoupí přímo do čtvrtfinále (1. - 4. tým ze zákl. skupin). Dalších osm týmů se střetne v play-off o čtvrtfinálovou účast, vzájemné zápasy budou odehrány podle průbežných výsledků ze skupin ( 5. nejlepší tým vs. 12. tým v pořadí, 6. tým vs. 11. tým atd.)

## Základní skupiny

### Skupina A
| Poř. | Tým     | Z | V | VP | PP | P | GV | GI | +/- | B | výsledek              |
| ---- | ------- | - | - | -- | -- | - | -- | -- | --- | - | --------------------- |
| 1.   | USA     | 3 | 3 | 0  | 0  | 0 | 15 | 4  | +11 | 9 | postup do čtvrtfinále |
| 2.   | Kanada  | 3 | 2 | 0  | 0  | 1 | 12 | 5  | +7  | 6 |                       |
| 3.   | Německo | 3 | 1 | 0  | 0  | 2 | 6  | 10 | -4  | 3 |                       |
| 4.   | Čína    | 3 | 0 | 0  | 0  | 3 | 2  | 16 | -14 | 0 |                       |

Všechny časy jsou místní (UTC+8), tj. SEČ+7.
| 10. února 2022 21:10 | USA | 8:0 (1:0, 3:0, 4:0) | Čína | National Indoor Stadium, Peking Návštěvnost: 947 |  |

| Report | |                                 |                  |                                                                                     |
| Drew Commesso | Drew Commesso | Brankáři                        | Shimisi Jieruimi | Rozhodčí: Mikko Kaukokari Michael Tscherrig Čároví: Lauri Nikulainen Dmitri Shishlo |
| 10:38' Brendan Brisson (Matthew Knies) 25:32' Noah Cates (Sean Farrell, Ben Meyers) 31:13' Brian O'Neill (Andy Miele, Brock Faber) 38:07' Sean Farrell (Nicholas Abruzzese) 41:06' Sean Farrell (Steven Kampfer, Ben Meyers) 50:19' Ben Meyers (Sean Farrell) 52:00' Matthew Beniers (Nicholas Abruzzese, Brian Cooper) 58:27' Sean Farrell (Justin Abdelkader, Drew Helleson) | 10:38' Brendan Brisson (Matthew Knies) 25:32' Noah Cates (Sean Farrell, Ben Meyers) 31:13' Brian O'Neill (Andy Miele, Brock Faber) 38:07' Sean Farrell (Nicholas Abruzzese) 41:06' Sean Farrell (Steven Kampfer, Ben Meyers) 50:19' Ben Meyers (Sean Farrell) 52:00' Matthew Beniers (Nicholas Abruzzese, Brian Cooper) 58:27' Sean Farrell (Justin Abdelkader, Drew Helleson) | 1:0 2:0 3:0 4:0 5:0 6:0 7:0 8:0 |                  | Rozhodčí: Mikko Kaukokari Michael Tscherrig Čároví: Lauri Nikulainen Dmitri Shishlo |
| 10 min | 10 min | Tresty                          | 10 min           | Rozhodčí: Mikko Kaukokari Michael Tscherrig Čároví: Lauri Nikulainen Dmitri Shishlo |
| 55 | 55 | Střely                          | 29               | Rozhodčí: Mikko Kaukokari Michael Tscherrig Čároví: Lauri Nikulainen Dmitri Shishlo |

| 10. února 2022 21:10 | Kanada | 5:1 (3:0, 1:1, 1:0) | Německo | Wukesong Arena, Peking Návštěvnost: 685 |  |

| Report | |                         |                                                        |                                                                           |
| Eddie Pasquale | Eddie Pasquale | Brankáři                | Mathias Niederberger                                   | Rozhodčí: Tobias Björk Andrew Bruggeman Čároví: Daniel Hynek Gleb Lazarev |
| 04:43' Alex Grant (Kent Johnson, Ben Street) 09:47' Ben Street (Eric O'Dell, Kent Johnson) 10:19' Daniel Winnik (Adam Cracknell, David Desharnais) 32:58' Maxim Noreau (Eric O'Dell, Eric Staal) 51:22' Jordan Weal (Adam Tambellini, Corban Knight) | 04:43' Alex Grant (Kent Johnson, Ben Street) 09:47' Ben Street (Eric O'Dell, Kent Johnson) 10:19' Daniel Winnik (Adam Cracknell, David Desharnais) 32:58' Maxim Noreau (Eric O'Dell, Eric Staal) 51:22' Jordan Weal (Adam Tambellini, Corban Knight) | 1:0 2:0 3:0 3:1 4:1 5:1 | 30:45' Tobias Rieder (Marcel Noebels, Leonard Pföderl) | Rozhodčí: Tobias Björk Andrew Bruggeman Čároví: Daniel Hynek Gleb Lazarev |
| 8 min | 8 min | Tresty                  | 4 min                                                  | Rozhodčí: Tobias Björk Andrew Bruggeman Čároví: Daniel Hynek Gleb Lazarev |
| 27 | 27 | Střely                  | 24                                                     | Rozhodčí: Tobias Björk Andrew Bruggeman Čároví: Daniel Hynek Gleb Lazarev |

| 12. února 2022 12:10 | Kanada | 2:4 (1:2, 1:1, 0:1) | USA | National Indoor Stadium, Peking Návštěvnost: 948 |  |

| Report                                                                              |                                                                                     |                         | |                                                                          |
| Eddie Pasquale                                                                      | Eddie Pasquale                                                                      | Brankáři                | Strauss Mann | Rozhodčí: Andris Ansons Tobias Bjork Čároví: Daniel Hynek Dustin McCrank |
| 01:24' Mat Robinson (Josh Ho-Sang, Eric Staal) 34:13' Corban Knight (Daniel Winnik) | 01:24' Mat Robinson (Josh Ho-Sang, Eric Staal) 34:13' Corban Knight (Daniel Winnik) | 1:0 1:1 1:2 1:3 2:3 2:4 | 02:34' Andy Miele (Brian O'Neill, Steven Kampfer) 18:44' Ben Meyers (Sean Farrell, Jake Sanderson) 22:37' Brendan Brisson (Nick Shore) 46:13' Kenny Agostino (Andy Miele) | Rozhodčí: Andris Ansons Tobias Bjork Čároví: Daniel Hynek Dustin McCrank |
| 4 min                                                                               | 4 min                                                                               | Tresty                  | 6 min | Rozhodčí: Andris Ansons Tobias Bjork Čároví: Daniel Hynek Dustin McCrank |
| 37                                                                                  | 37                                                                                  | Střely                  | 27 | Rozhodčí: Andris Ansons Tobias Bjork Čároví: Daniel Hynek Dustin McCrank |

| 12. února 2022 16:40 | Německo | 3:2 (2:0, 1:1, 0:1) | Čína | National Indoor Stadium, Peking Návštěvnost: 804 |  |

| Report | |                     | |                                                                             |
| Mathias Niederberger | Mathias Niederberger | Brankáři            | Shimisi Jieruimi                                                                                    | Rozhodčí: Stephen Reneau Maxim Sidorenko Čároví: Brian Oliver Jiří Ondráček |
| 13:33' Marcel Brandt (bez asistence) 16:24' Korbinian Holzer (Dominik Kahun) 24:41' Dominik Kahun (Moritz Müller, Tobias Rieder) | 13:33' Marcel Brandt (bez asistence) 16:24' Korbinian Holzer (Dominik Kahun) 24:41' Dominik Kahun (Moritz Müller, Tobias Rieder) | 1:0 2:0 3:0 3:1 3:2 | 39:14' Shuai Fu (Kailiaosi Jieke, Sipulaoer Ruian) 49:00' Taile Wang (Jinguang Ye, Sipulaoer Ruian) | Rozhodčí: Stephen Reneau Maxim Sidorenko Čároví: Brian Oliver Jiří Ondráček |
| 12 min | 12 min | Tresty              | 6 min                                                                                               | Rozhodčí: Stephen Reneau Maxim Sidorenko Čároví: Brian Oliver Jiří Ondráček |
| 38 | 38 | Střely              | 16                                                                                                  | Rozhodčí: Stephen Reneau Maxim Sidorenko Čároví: Brian Oliver Jiří Ondráček |

| 13. února 2022 21:10 | Čína | 0:5 (0:3, 0:1, 0:1) | Kanada | National Indoor Stadium, Peking Návštěvnost: 904 |  |

| Report       |              |                     | |                                                                            |
| Yongli Ouban | Yongli Ouban | Brankáři            | Matt Tomkins | Rozhodčí: Andris Ansons Andrew Bruggeman Čároví: Daniel Hynek Gleb Lazarev |
|              |              | 0:1 0:2 0:3 0:4 0:5 | 02:09' Ben Street (Kent Johnson, Eric O'Dell) 06:44' Adam Tambellini (Alex Grant, Tyler Wotherspoon) 10:06' Eric O'Dell (Josh Ho-Sang, Tyler Wotherspoon) 38:03' Kent Johnson (Jason Demers, Jordan Weal) 46:23' Corban Knight (Owen Power, Josh Ho-Sang) | Rozhodčí: Andris Ansons Andrew Bruggeman Čároví: Daniel Hynek Gleb Lazarev |
| 10 min       | 10 min       | Tresty              | 10 min | Rozhodčí: Andris Ansons Andrew Bruggeman Čároví: Daniel Hynek Gleb Lazarev |
| 26           | 26           | Střely              | 44 | Rozhodčí: Andris Ansons Andrew Bruggeman Čároví: Daniel Hynek Gleb Lazarev |

| 13. února 2022 21:10 | USA | 3:2 (1:1, 1:0, 1:1) | Německo | Wukesong Arena, Peking Návštěvnost: 708 |  |

| Report | |                     | |                                                                                 |
| Drew Commesso | Drew Commesso | Brankáři            | Danny aus den Birken                                                                                     | Rozhodčí: Yevgeni Romasko Maxim Sidorenko Čároví: David Obwegeser Jiří Ondráček |
| 04:26' Steven Kampfer (Andy Miele, Brian O'Neill) 24:50' Matt Knies (Nick Abruzzese, Aaron Ness) 42:47' Nathan Smith (bez asistence) | 04:26' Steven Kampfer (Andy Miele, Brian O'Neill) 24:50' Matt Knies (Nick Abruzzese, Aaron Ness) 42:47' Nathan Smith (bez asistence) | 0:1 1:1 2:1 3:1 3:2 | 02:00' Patrick Hager (Matthias Plachta, Dominik Kahun) 57:31' Tom Kühnackl (Lean Bergmann, Jonas Müller) | Rozhodčí: Yevgeni Romasko Maxim Sidorenko Čároví: David Obwegeser Jiří Ondráček |
| 12 min | 12 min | Tresty              | 10 min                                                                                                   | Rozhodčí: Yevgeni Romasko Maxim Sidorenko Čároví: David Obwegeser Jiří Ondráček |
| 32 | 32 | Střely              | 26 | Rozhodčí: Yevgeni Romasko Maxim Sidorenko Čároví: David Obwegeser Jiří Ondráček |

### Skupina B
| Poř. | Tým           | Z | V | VP | PP | P | GV | GI | +/- | B | výsledek              |
| ---- | ------------- | - | - | -- | -- | - | -- | -- | --- | - | --------------------- |
| 1.   | Sportovci ROV | 3 | 2 | 0  | 1  | 0 | 8  | 6  | +2  | 7 | postup do čtvrtfinále |
| 2.   | Dánsko        | 3 | 2 | 0  | 0  | 1 | 7  | 6  | +1  | 6 |                       |
| 3.   | Česko         | 3 | 0 | 2  | 0  | 1 | 9  | 8  | +1  | 4 |                       |
| 4.   | Švýcarsko     | 3 | 0 | 0  | 1  | 2 | 4  | 8  | -4  | 1 |                       |

Všechny časy jsou místní (UTC+8), tj. SEČ+7.
| 9. února 2022 16:40 | Sportovci ROV | 1:0 (1:0, 0:0, 0:0) | Švýcarsko | National Indoor Stadium, Peking Návštěvnost: 934 |  |

| Report                                  |                                         |          |            |                                                                             |
| Ivan Fedotov                            | Ivan Fedotov                            | Brankáři | Reto Berra | Rozhodčí: Andre Schrader Maxim Sidorenko Čároví: Brian Oliver Jiří Ondráček |
| 19:57' Anton Slepyšev (Kirill Semjonov) | 19:57' Anton Slepyšev (Kirill Semjonov) | 1:0      |            | Rozhodčí: Andre Schrader Maxim Sidorenko Čároví: Brian Oliver Jiří Ondráček |
| 14 min                                  | 14 min                                  | Tresty   | 10 min     | Rozhodčí: Andre Schrader Maxim Sidorenko Čároví: Brian Oliver Jiří Ondráček |
| 30                                      | 30                                      | Střely   | 33         | Rozhodčí: Andre Schrader Maxim Sidorenko Čároví: Brian Oliver Jiří Ondráček |

| 9. února 2022 21:10 | Česko | 1:2 (0:2, 1:0, 0:0) | Dánsko | National Indoor Stadium, Peking Návštěvnost: 891 |  |

| Report                            |                                   |             |                                                                                 |                                                                                    |
| Šimon Hrubec                      | Šimon Hrubec                      | Brankáři    | Sebastian Dahm                                                                  | Rozhodčí: Olivier Gouin Michael Tscherrig Čároví: Ludvig Lundgren Lauri Nikulainen |
| 23:45' Roman Červenka (Jan Kovář) | 23:45' Roman Červenka (Jan Kovář) | 0:1 0:2 1:2 | 11:21' Markus Lauridsen (bez asistence) 17:23' Frans Nielsen (trestné střílení) | Rozhodčí: Olivier Gouin Michael Tscherrig Čároví: Ludvig Lundgren Lauri Nikulainen |
| 2 min                             | 2 min                             | Tresty      | 6 min                                                                           | Rozhodčí: Olivier Gouin Michael Tscherrig Čároví: Ludvig Lundgren Lauri Nikulainen |
| 40                                | 40                                | Střely      | 17                                                                              | Rozhodčí: Olivier Gouin Michael Tscherrig Čároví: Ludvig Lundgren Lauri Nikulainen |

| 11. února 2022 12:10 | Dánsko | 0:2 (0:0, 0:1, 0:1) | Sportovci ROV | National Indoor Stadium, Peking Návštěvnost: 907 |  |

| Report          |                 |          |                                                                                                   |                                                                                   |
| Frederik Dichow | Frederik Dichow | Brankáři | Ivan Fedotov                                                                                      | Rozhodčí: Michael Campbell Martin Fraňo Čároví: William Hancock Andreas Malmqvist |
|                 |                 | 0:1 0:2  | 28:18' Pavel Karnauchov (Anton Slepyšev, Dmitrij Voronkov) 59:54' Kirill Semjonov (bez asistence) | Rozhodčí: Michael Campbell Martin Fraňo Čároví: William Hancock Andreas Malmqvist |
| 10 min          | 10 min          | Tresty   | 2 min                                                                                             | Rozhodčí: Michael Campbell Martin Fraňo Čároví: William Hancock Andreas Malmqvist |
| 16              | 16              | Střely   | 33                                                                                                | Rozhodčí: Michael Campbell Martin Fraňo Čároví: William Hancock Andreas Malmqvist |

| 11. února 2022 16:40 | Česko | 2:1 po s.n. (1:0) (1:1, 0:0, 0:0 - 0:0) | Švýcarsko | National Indoor Stadium, Peking Návštěvnost: 834 |  |

| Report                                                                                   |                                                                                          |             |                                       |                                                                              |
| Šimon Hrubec                                                                             | Šimon Hrubec                                                                             | Brankáři    | Leonardo Genoni                       | Rozhodčí: Andris Ansons Andrew Bruggeman Čároví: Gleb Lazarev Dustin McCrank |
| 04:33' Jiří Smejkal (Lukáš Klok, Hynek Zohorna) 65:00' David Krejčí (rozhodující nájezd) | 04:33' Jiří Smejkal (Lukáš Klok, Hynek Zohorna) 65:00' David Krejčí (rozhodující nájezd) | 1:0 1:1 2:1 | 08:34' Gaetan Haas (Sven Andrighetto) | Rozhodčí: Andris Ansons Andrew Bruggeman Čároví: Gleb Lazarev Dustin McCrank |
| 10 min                                                                                   | 10 min                                                                                   | Tresty      | 4 min                                 | Rozhodčí: Andris Ansons Andrew Bruggeman Čároví: Gleb Lazarev Dustin McCrank |
| 36                                                                                       | 36                                                                                       | Střely      | 25                                    | Rozhodčí: Andris Ansons Andrew Bruggeman Čároví: Gleb Lazarev Dustin McCrank |

| 12. února 2022 21:10 | Sportovci ROV | 5:6 po prodl. (1:1, 1:2, 3:2 - 0:1) | Česko | National Indoor Stadium, Peking Návštěvnost: 921 |  |

| Report | |                                             | |                                                                                |
| Ivan Fedotov | Ivan Fedotov | Brankáři                                    | Šimon Hrubec | Rozhodčí: Mikko Kaukokari Mikael Nord Čároví: Ludvig Lundgren Lauri Nikulainen |
| 04:33' Vladimir Tkačov (Nikita Gusev, Nikita Nestěrov) 32:19' Nikita Nestěrov (Nikita Gusev, Sergej Plotnikov) 43:50' Kirill Semjonov (Sergej Plotnikov, Sergej Andronov) 46:43' Arsenij Gricjuk (Nikita Gusev, Vladimir Tkačov) 48:22' Andrej Čibisov (Vjačeslav Vojnov, Vadim Šipačov) | 04:33' Vladimir Tkačov (Nikita Gusev, Nikita Nestěrov) 32:19' Nikita Nestěrov (Nikita Gusev, Sergej Plotnikov) 43:50' Kirill Semjonov (Sergej Plotnikov, Sergej Andronov) 46:43' Arsenij Gricjuk (Nikita Gusev, Vladimir Tkačov) 48:22' Andrej Čibisov (Vjačeslav Vojnov, Vadim Šipačov) | 1:0 1:1 2:1 2:2 2:3 2:4 3:4 4:4 5:4 5:5 5:6 | 12:37' Tomáš Kundrátek (Roman Červenka, Matěj Stránský) 38:41' David Krejčí (Roman Červenka, Tomáš Kundrátek) 39:16' Michael Špaček (Libor Šulák, Vladimír Sobotka) 43:14' Lukáš Klok (Tomáš Zohorna, Hynek Zohorna) 48:57' Tomáš Hyka (Lukáš Sedlák, David Krejčí) 64:29' Libor Šulák (David Krejčí) | Rozhodčí: Mikko Kaukokari Mikael Nord Čároví: Ludvig Lundgren Lauri Nikulainen |
| 33 min | 33 min | Tresty                                      | 10 min | Rozhodčí: Mikko Kaukokari Mikael Nord Čároví: Ludvig Lundgren Lauri Nikulainen |
| 29 | 29 | Střely                                      | 41 | Rozhodčí: Mikko Kaukokari Mikael Nord Čároví: Ludvig Lundgren Lauri Nikulainen |

| 12. února 2022 21:10 | Švýcarsko | 3:5 (1:0, 0:3, 2:2) | Dánsko | Wukesong Arena, Peking Návštěvnost: 620 |  |

| Report | |                                 | |                                                                                  |
| Reto Berra | Reto Berra | Brankáři                        | Sebastian Dahm | Rozhodčí: Roman Gofman Kristian Vikman Čároví: Andreas Malmqvist Nikita Shalagin |
| 15:59' Enzo Corvi (Yannick Weber, Calvin Thurkauf) 44:53' Romain Loeffel (Ramon Untersander, Enzo Corvi) 57:37' Fabrice Herzog (Enzo Corvi, Ramon Untersander) | 15:59' Enzo Corvi (Yannick Weber, Calvin Thurkauf) 44:53' Romain Loeffel (Ramon Untersander, Enzo Corvi) 57:37' Fabrice Herzog (Enzo Corvi, Ramon Untersander) | 1:0 1:1 1:2 1:3 1:4 2:4 3:4 3:5 | 20:46' Peter Regin (Frederik Storm, Nicklas Jensen) 21:07' Frederik Storm (Nicholas Jensen, Patrick Russell) 33:12' Mikkel Boedker (Patrick Russell, Oliver Lauridsen) 41:55' Nicolai Meyer (Nicholas Jensen, Julian Jakobsen) 59:01' Frederik Storm (Patrick Russell) | Rozhodčí: Roman Gofman Kristian Vikman Čároví: Andreas Malmqvist Nikita Shalagin |
| 14 min | 14 min | Tresty                          | 6 min | Rozhodčí: Roman Gofman Kristian Vikman Čároví: Andreas Malmqvist Nikita Shalagin |
| 31 | 31 | Střely                          | 30 | Rozhodčí: Roman Gofman Kristian Vikman Čároví: Andreas Malmqvist Nikita Shalagin |

### Skupina C
| Poř. | Tým       | Z | V | VP | PP | P | GV | GI | +/- | B | výsledek              |
| ---- | --------- | - | - | -- | -- | - | -- | -- | --- | - | --------------------- |
| 1.   | Finsko    | 3 | 2 | 1  | 0  | 0 | 13 | 6  | +7  | 8 | postup do čtvrtfinále |
| 2.   | Švédsko   | 3 | 2 | 0  | 1  | 0 | 10 | 7  | +3  | 7 | postup do čtvrtfinále |
| 3.   | Slovensko | 3 | 1 | 0  | 0  | 2 | 8  | 12 | -4  | 3 |                       |
| 4.   | Lotyšsko  | 3 | 0 | 0  | 0  | 3 | 5  | 11 | -6  | 0 |                       |

Všechny časy jsou místní (UTC+8), tj. SEČ+7.
| 10. února 2022 12:10 | Švédsko | 3:2 (1:0, 2:1, 0:1) | Lotyšsko | National Indoor Stadium, Peking Návštěvnost: 873 |  |

| Report | |                     | |                                                                                |
| Lars Johansson | Lars Johansson | Brankáři            | Ivars Punnenovs | Rozhodčí: Martin Fraňo Kristian Vikman Čároví: William Hancock Nikita Shalagin |
| 09:42' Lucas Wallmark (Pontus Holmberg, Fredrik Olofsson) 20:30' Anton Lander (Mathias Bromé, Carl Klingberg) 33:39' Lucas Wallmark (Henrik Tömmernes, Jonathan Pudas) | 09:42' Lucas Wallmark (Pontus Holmberg, Fredrik Olofsson) 20:30' Anton Lander (Mathias Bromé, Carl Klingberg) 33:39' Lucas Wallmark (Henrik Tömmernes, Jonathan Pudas) | 1:0 2:0 3:0 3:1 3:2 | 36:07' Renars Krastenbergs (Uvis Janis Balinskis, Lauris Darzinš) 46:48' Nikolajs Jelisejevs (Lauris Darzinš, Uvis Janis Balinskis) | Rozhodčí: Martin Fraňo Kristian Vikman Čároví: William Hancock Nikita Shalagin |
| 8 min | 8 min | Tresty              | 10 min | Rozhodčí: Martin Fraňo Kristian Vikman Čároví: William Hancock Nikita Shalagin |
| 26 | 26 | Střely              | 17 | Rozhodčí: Martin Fraňo Kristian Vikman Čároví: William Hancock Nikita Shalagin |

| 10. února 2022 16:40 | Finsko | 6:2 (3:1, 1:1, 2:0) | Slovensko | National Indoor Stadium, Peking Návštěvnost: 929 |  |

| Report | |                                 |                                                                                               |                                                                               |
| Harri Säteri | Harri Säteri | Brankáři                        | Branislav Konrád                                                                              | Rozhodčí: Stephen Reneau Yevgeni Romasko Čároví: David Obwegeser Brian Oliver |
| 10:17' Sakari Manninen (Teemu Hartikainen, Ville Pokka) 14:22' Harri Pesonen (Miro Aaltonen, Valtteri Filppula) 18:20' Miro Aaltonen (Joonas Nättinen) 29:28' Sakari Manninen (Markus Granlund, Mikko Lehtonen) 40:16' Sakari Manninen (Teemu Hartikainen) 54:57' Miro Aaltonen (Niko Ojamäki, Sami Vatanen) | 10:17' Sakari Manninen (Teemu Hartikainen, Ville Pokka) 14:22' Harri Pesonen (Miro Aaltonen, Valtteri Filppula) 18:20' Miro Aaltonen (Joonas Nättinen) 29:28' Sakari Manninen (Markus Granlund, Mikko Lehtonen) 40:16' Sakari Manninen (Teemu Hartikainen) 54:57' Miro Aaltonen (Niko Ojamäki, Sami Vatanen) | 0:1 1:1 2:1 3:1 4:1 4:2 5:2 6:2 | 05:33' Juraj Slafkovský (Miloš Roman) 31:49' Juraj Slafkovský (Peter Čerešňák, Pavol Regenda) | Rozhodčí: Stephen Reneau Yevgeni Romasko Čároví: David Obwegeser Brian Oliver |
| 10 min | 10 min | Tresty                          | 6 min                                                                                         | Rozhodčí: Stephen Reneau Yevgeni Romasko Čároví: David Obwegeser Brian Oliver |
| 30 | 30 | Střely                          | 33                                                                                            | Rozhodčí: Stephen Reneau Yevgeni Romasko Čároví: David Obwegeser Brian Oliver |

| 11. února 2022 16:40 | Švédsko | 4:1 (3:0, 0:0, 1:1) | Slovensko | Wukesong Arena, Peking Návštěvnost: 653 |  |

| Report | |                     |                                       |                                                                               |
| Magnus Hellberg | Magnus Hellberg | Brankáři            | Matej Tomek, Patrik Rybár             | Rozhodčí: Yevgeni Romasko Andre Schrader Čároví: David Obwegeser Brian Oliver |
| 11:22' Joakim Nordström (Lukas Bengtsson, Max Freiberg) 18:10' Lucas Wallmark (Jonathan Pudas, Henrik Tömmernes) 19:55' Max Freiberg (Philip Holm, Joakim Nordström) 57:44' Carl Klingberg (Anton Lander, Mathias Bromé) | 11:22' Joakim Nordström (Lukas Bengtsson, Max Freiberg) 18:10' Lucas Wallmark (Jonathan Pudas, Henrik Tömmernes) 19:55' Max Freiberg (Philip Holm, Joakim Nordström) 57:44' Carl Klingberg (Anton Lander, Mathias Bromé) | 1:0 2:0 3:0 4:0 4:1 | 58:18' Juraj Slafkovský (Šimon Nemec) | Rozhodčí: Yevgeni Romasko Andre Schrader Čároví: David Obwegeser Brian Oliver |
| 12 min | 12 min | Tresty              | 12 min                                | Rozhodčí: Yevgeni Romasko Andre Schrader Čároví: David Obwegeser Brian Oliver |
| 29 | 29 | Střely              | 41                                    | Rozhodčí: Yevgeni Romasko Andre Schrader Čároví: David Obwegeser Brian Oliver |

| 11. února 2022 21:10 | Lotyšsko | 1:3 (0:0, 0:1, 1:2) | Finsko | Wukesong Arena, Peking Návštěvnost: 904 |  |

| Report                                                      |                                                             |                 | |                                                                            |
| Janis Kalnins                                               | Janis Kalnins                                               | Brankáři        | Harri Säteri | Rozhodčí: Olivier Gouin Mikael Nord Čároví: Ludvig Lundgren Dmitri Shishlo |
| 43:01' Rodrigo Ābols (Renars Krastenbergs, Deniss Smirnovs) | 43:01' Rodrigo Ābols (Renars Krastenbergs, Deniss Smirnovs) | 0:1 1:1 1:2 1:3 | 37:59' Valtteri Kemiläinen (Mikko Lehtonen, Joonas Nättinen) 54:42' Leo Komarov (Juuso Hietanen, Atte Ohtamaa) 58:43' Marko Anttila (Saku Mäenalanen, Petteri Lindbohm) | Rozhodčí: Olivier Gouin Mikael Nord Čároví: Ludvig Lundgren Dmitri Shishlo |
| 6 min                                                       | 6 min                                                       | Tresty          | 4 min | Rozhodčí: Olivier Gouin Mikael Nord Čároví: Ludvig Lundgren Dmitri Shishlo |
| 20                                                          | 20                                                          | Střely          | 38 | Rozhodčí: Olivier Gouin Mikael Nord Čároví: Ludvig Lundgren Dmitri Shishlo |

| 13. února 2022 12:10 | Slovensko | 5:2 (1:1, 2:0, 2:1) | Lotyšsko | National Indoor Stadium, Peking Návštěvnost: 943 |  |

| Report | |                             | |                                                                            |
| Patrik Rybár | Patrik Rybár | Brankáři                    | Janis Kalnins                                                                                                   | Rozhodčí: Olivier Gouin Mikael Nord Čároví: Ludvig Lundgren Dmitri Shishlo |
| 11:00' Martin Marinčin (Tomáš Jurčo, Libor Hudáček) 26:17' Peter Cehlárik (Marek Hrivík, Samuel Takáč) 31:16' Juraj Slafkovský (bez asistence) 49:21' Peter Zuzin (Miloš Kelemen, Peter Čerešňák) 59:59' Tomáš Jurčo (bez asistence) | 11:00' Martin Marinčin (Tomáš Jurčo, Libor Hudáček) 26:17' Peter Cehlárik (Marek Hrivík, Samuel Takáč) 31:16' Juraj Slafkovský (bez asistence) 49:21' Peter Zuzin (Miloš Kelemen, Peter Čerešňák) 59:59' Tomáš Jurčo (bez asistence) | 1:0 1:1 2:1 3:1 3:2 4:2 5:2 | 15:46' Ronalds Kenins (Rodrigo Ābols, Renars Krastenbergs) 42:07' Miks Indrašis (Gints Meija, Oskars Cibulskis) | Rozhodčí: Olivier Gouin Mikael Nord Čároví: Ludvig Lundgren Dmitri Shishlo |
| 4 min | 4 min | Tresty                      | 2 min | Rozhodčí: Olivier Gouin Mikael Nord Čároví: Ludvig Lundgren Dmitri Shishlo |
| 33 | 33 | Střely                      | 20 | Rozhodčí: Olivier Gouin Mikael Nord Čároví: Ludvig Lundgren Dmitri Shishlo |

| 13. února 2022 16:40 | Finsko | 4:3 po prodl. (0:0, 0:3, 3:0 - 1:0) | Švédsko | National Indoor Stadium, Peking Návštěvnost: 963 |  |

| Report | |                             | |                                                                                 |
| Jussi Olkinuora | Jussi Olkinuora | Brankáři                    | Magnus Hellberg | Rozhodčí: Michael Campbell Roman Gofman Čároví: William Hancock Nikita Shalagin |
| 45:34' Teemu Hartikainen (Sakari Manninen, Sami Vatanen) 55:30' Iiro Pakarinen (Teemu Hartikainen, Sakari Manninen) 57:11' Iiro Pakarinen (Mikko Lehtonen, Teemu Hartikainen) 62:01' Harri Pesonen (bez asistence) | 45:34' Teemu Hartikainen (Sakari Manninen, Sami Vatanen) 55:30' Iiro Pakarinen (Teemu Hartikainen, Sakari Manninen) 57:11' Iiro Pakarinen (Mikko Lehtonen, Teemu Hartikainen) 62:01' Harri Pesonen (bez asistence) | 0:1 0:2 0:3 1:3 2:3 3:3 4:3 | 24:24' Lucas Wallmark (Henrik Tömmernes, Jonathan Pudas) 28:39' Lukas Bengtsson (Henrik Tömmernes, Mathias Bromé) 31:36' Anton Lander (Jonathas Pudas, Carl Klingberg) | Rozhodčí: Michael Campbell Roman Gofman Čároví: William Hancock Nikita Shalagin |
| 37 min | 37 min | Tresty                      | 8 min | Rozhodčí: Michael Campbell Roman Gofman Čároví: William Hancock Nikita Shalagin |
| 27 | 27 | Střely                      | 30 | Rozhodčí: Michael Campbell Roman Gofman Čároví: William Hancock Nikita Shalagin |

### Průběžné pořadí po dohrání základních skupin
| Poř. | Tým           | Z | V | VP | PP | P | GV | GI | +/- | B |
| ---- | ------------- | - | - | -- | -- | - | -- | -- | --- | - |
| 1.   | USA           | 3 | 3 | 0  | 0  | 0 | 15 | 4  | +11 | 9 |
| 2.   | Finsko        | 3 | 2 | 1  | 0  | 0 | 13 | 6  | +7  | 8 |
| 3.   | Sportovci ROV | 3 | 2 | 0  | 1  | 0 | 8  | 6  | +2  | 7 |
| 4.   | Švédsko       | 3 | 2 | 0  | 1  | 0 | 10 | 7  | +3  | 7 |
| 5.   | Kanada        | 3 | 2 | 0  | 0  | 1 | 12 | 5  | +7  | 6 |
| 6.   | Dánsko        | 3 | 2 | 0  | 0  | 1 | 7  | 6  | +1  | 6 |
| 7.   | Česko         | 3 | 0 | 2  | 0  | 1 | 9  | 8  | +1  | 4 |
| 8.   | Slovensko     | 3 | 1 | 0  | 0  | 2 | 8  | 12 | -4  | 3 |
| 9.   | Německo       | 3 | 1 | 0  | 0  | 2 | 6  | 10 | -4  | 3 |
| 10.  | Švýcarsko     | 3 | 0 | 0  | 1  | 2 | 4  | 8  | -4  | 1 |
| 11.  | Lotyšsko      | 3 | 0 | 0  | 0  | 3 | 5  | 11 | -6  | 0 |
| 12.  | Čína          | 3 | 0 | 0  | 0  | 3 | 2  | 16 | -14 | 0 |

## Play off

### Předkolo play off
Všechny časy jsou místní (UTC+8), tj. SEČ+7.
| 15. února 2022 12:10 | Slovensko | 4:0 (1:0, 2:0, 1:0) | Německo | National Indoor Stadium, Peking Návštěvnost: 926 |  |

| Report | |                 |                      |                                                                          |
| Patrik Rybár | Patrik Rybár | Brankáři        | Mathias Niederberger | Rozhodčí: Tobias Björk Mikael Nord Čároví: Gleb Lazarev Lauri Nikulajnen |
| 11:05' Libor Hudáček (Kristián Pospíšil, Martin Gernát) 27:01' Peter Cehlárik (Martin Gernát, Marek Hrivík) 28:45' Michal Krištof (Samuel Kňažko, Peter Čerešňák) 57:56' Marek Hrivík (Peter Cehlárik, Samuel Takáč) | 11:05' Libor Hudáček (Kristián Pospíšil, Martin Gernát) 27:01' Peter Cehlárik (Martin Gernát, Marek Hrivík) 28:45' Michal Krištof (Samuel Kňažko, Peter Čerešňák) 57:56' Marek Hrivík (Peter Cehlárik, Samuel Takáč) | 1:0 2:0 3:0 4:0 |                      | Rozhodčí: Tobias Björk Mikael Nord Čároví: Gleb Lazarev Lauri Nikulajnen |
| 8 min | 8 min | Tresty          | 33 min               | Rozhodčí: Tobias Björk Mikael Nord Čároví: Gleb Lazarev Lauri Nikulajnen |
| 34 | 34 | Střely          | 21                   | Rozhodčí: Tobias Björk Mikael Nord Čároví: Gleb Lazarev Lauri Nikulajnen |

| 15. února 2022 12:10 | Dánsko | 3:2 (1:1, 1:1, 1:0) | Lotyšsko | Wukesong Arena, Peking Návštěvnost: 726 |  |

| Report | |                     | |                                                                                 |
| Sebastian Dahm | Sebastian Dahm | Brankáři            | Janis Kalnins, Ivars Punnenovs                                                                                                  | Rozhodčí: Andrew Bruggeman Andre Schrader Čároví: Dustin McCrank Dmitri Shishlo |
| 12:02' Morten H. Poulsen (Julian Jakobsen, Matias Lassen) 36:57' Julian Jakobsen (Nicolai Meyer) 41:45' Markus Lauridsen (Mikkel Boedker, Frans Nielsen) | 12:02' Morten H. Poulsen (Julian Jakobsen, Matias Lassen) 36:57' Julian Jakobsen (Nicolai Meyer) 41:45' Markus Lauridsen (Mikkel Boedker, Frans Nielsen) | 1:0 1:1 1:2 2:2 3:2 | 16:23' Lauris Darzinš (Renars Krastenbergs, Oskars Cibulskis) 22:33' Lauris Darzinš (Renars Krastenbergs, Uvis Janis Balinskis) | Rozhodčí: Andrew Bruggeman Andre Schrader Čároví: Dustin McCrank Dmitri Shishlo |
| 8 min | 8 min | Tresty              | 8 min | Rozhodčí: Andrew Bruggeman Andre Schrader Čároví: Dustin McCrank Dmitri Shishlo |
| 31 | 31 | Střely              | 27 | Rozhodčí: Andrew Bruggeman Andre Schrader Čároví: Dustin McCrank Dmitri Shishlo |

| 15. února 2022 16:40 | Česko | 2:4 (1:2, 0:1, 1:1) | Švýcarsko | National Indoor Stadium, Peking Návštěvnost: 990 |  |

| Report                                                                                          |                                                                                                 |                         | |                                                                                  |
| Šimon Hrubec                                                                                    | Šimon Hrubec                                                                                    | Brankáři                | Leonardo Genoni | Rozhodčí: Roman Gofman Mikko Kaukokari Čároví: Ludvig Lundgren Andreas Malmqvist |
| 10:08' Lukáš Klok (Ronald Knot, Roman Červenka) 55:59' Roman Červenka (David Krejčí, Jan Kovář) | 10:08' Lukáš Klok (Ronald Knot, Roman Červenka) 55:59' Roman Červenka (David Krejčí, Jan Kovář) | 1:0 1:1 1:2 1:3 1:4 2:4 | 14:59' Andres Ambühl (Calvin Thürkauf, Enzo Corvi) 15:12' Killian Mottet (Denis Hollenstein, Raphael Diaz) 29:53' Denis Malgin (Santeri Alatalo, Sven Andrighetto) 54:57' Raphael Diaz (Sven Andrighetto, Fabrice Herzog) | Rozhodčí: Roman Gofman Mikko Kaukokari Čároví: Ludvig Lundgren Andreas Malmqvist |
| 6 min                                                                                           | 6 min                                                                                           | Tresty                  | 4 min | Rozhodčí: Roman Gofman Mikko Kaukokari Čároví: Ludvig Lundgren Andreas Malmqvist |
| 33                                                                                              | 33                                                                                              | Střely                  | 18 | Rozhodčí: Roman Gofman Mikko Kaukokari Čároví: Ludvig Lundgren Andreas Malmqvist |

| 15. února 2022 21:10 | Kanada | 7:2 (2:1, 3:1, 2:0) | Čína | National Indoor Stadium, Peking Návštěvnost: 994 |  |

| Report | |                                     |                                                                      |                                                                                   |
| Matt Tomkins | Matt Tomkins | Brankáři                            | Jieruimi Shimisi, Yongli Ouban                                       | Rozhodčí: Michael Tscherrig Kristian Vikman Čároví: David Obwegeser Jiří Ondráček |
| 06:57' Jordan Weal (Adam Tambellini, Maxim Noreau) 09:55' Jordan Weal (Eric Staal, Adam Tambellini) 26:36' Adam Tambellini (Maxim Noreau, Jordan Weal) 28:39' Adam Tambellini (Trestné střílení) 32:05' Eric O'Dell (Jason Demers, Kent Johnson) 55:55' Eric Staal (Mason McTavish, Jack McBain) 58:19' Lauris Darzinš (Maxim Noreau, Adam Tambellini) | 06:57' Jordan Weal (Adam Tambellini, Maxim Noreau) 09:55' Jordan Weal (Eric Staal, Adam Tambellini) 26:36' Adam Tambellini (Maxim Noreau, Jordan Weal) 28:39' Adam Tambellini (Trestné střílení) 32:05' Eric O'Dell (Jason Demers, Kent Johnson) 55:55' Eric Staal (Mason McTavish, Jack McBain) 58:19' Lauris Darzinš (Maxim Noreau, Adam Tambellini) | 1:0 2:0 2:1 3:1 4:1 5:1 5:2 6:2 7:2 | 15:32' Jian An (Wei Ruike) 38:59' Jian An (Luo Jia, Jieke Kailiaosi) | Rozhodčí: Michael Tscherrig Kristian Vikman Čároví: David Obwegeser Jiří Ondráček |
| 15 min | 15 min | Tresty                              | 18 min                                                               | Rozhodčí: Michael Tscherrig Kristian Vikman Čároví: David Obwegeser Jiří Ondráček |
| 45 | 45 | Střely                              | 29                                                                   | Rozhodčí: Michael Tscherrig Kristian Vikman Čároví: David Obwegeser Jiří Ondráček |

### Čtvrtfinále
| 16. února 2022 12:10 | USA | 2:3 po s.n. (0:1) (1:1, 1:0, 0:1 - 0:0) | Slovensko | National Indoor Stadium, Peking Návštěvnost: 1 059 |  |

| Report | |                     | |                                                                            |
| Strauss Mann                                                                                                   | Strauss Mann                                                                                                   | Brankáři            | Patrik Rybár | Rozhodčí: Tobias Bjork Roman Gofman Čároví: Dustin McCrank Nikita Shalagin |
| 19:14' Nicholas Abruzzese (Matthew Beniers, Steven Kampfer) 28:56' Sam Hentges (Nicklaus Perbix, Nathan Smith) | 19:14' Nicholas Abruzzese (Matthew Beniers, Steven Kampfer) 28:56' Sam Hentges (Nicklaus Perbix, Nathan Smith) | 0:1 1:1 2:1 2:2 2:3 | 11:45' Juraj Slafkovský (Peter Čerešňák, Pavol Regenda) 59:16' Marek Hrivík (Michal Čajkovský, Libor Hudáček) 65:00' Peter Cehlárik (Rozhodující nájezd) | Rozhodčí: Tobias Bjork Roman Gofman Čároví: Dustin McCrank Nikita Shalagin |
| 2 min | 2 min | Tresty              | 10 min | Rozhodčí: Tobias Bjork Roman Gofman Čároví: Dustin McCrank Nikita Shalagin |
| 35 | 35 | Střely              | 37 | Rozhodčí: Tobias Bjork Roman Gofman Čároví: Dustin McCrank Nikita Shalagin |

| 16. února 2022 14:00 | Sportovci ROV | 3:1 (1:0, 1:1, 1:0) | Dánsko | Wukesong Arena, Peking Návštěvnost: 727 |  |

| Report | |                 |                                                             |                                                                                 |
| Ivan Fedotov | Ivan Fedotov | Brankáři        | Sebastian Dahm                                              | Rozhodčí: Michael Campbell Martin Fraňo Čároví: Andreas Malmqvist Jiří Ondráček |
| 13:01' Vadim Šipačov (Nikita Gusev, Jegor Jakovlev) 34:36' Nikita Nestěrov (Nikita Gusev, Arsenij Gricjuk) 55:45' Vjačeslav Vojnov (Vadim Šipačov, Arsenij Gricjuk) | 13:01' Vadim Šipačov (Nikita Gusev, Jegor Jakovlev) 34:36' Nikita Nestěrov (Nikita Gusev, Arsenij Gricjuk) 55:45' Vjačeslav Vojnov (Vadim Šipačov, Arsenij Gricjuk) | 1:0 1:1 2:1 3:1 | 22:57' Frans Nielsen (Mathias Bau Hansen, Markus Lauridsen) | Rozhodčí: Michael Campbell Martin Fraňo Čároví: Andreas Malmqvist Jiří Ondráček |
| 4 min | 4 min | Tresty          | 6 min                                                       | Rozhodčí: Michael Campbell Martin Fraňo Čároví: Andreas Malmqvist Jiří Ondráček |
| 40 | 40 | Střely          | 18                                                          | Rozhodčí: Michael Campbell Martin Fraňo Čároví: Andreas Malmqvist Jiří Ondráček |

| 16. února 2022 16:40 | Finsko | 5:1 (2:0, 1:1, 2:0) | Švýcarsko | National Indoor Stadium, Peking Návštěvnost: 948 |  |

| Report | |                         |                                                |                                                                         |
| Harri Säteri | Harri Säteri | Brankáři                | Reto Berra, Leonardo Genoni                    | Rozhodčí: Andris Ansons Olivier Gouin Čároví: Daniel Hynek Brian Oliver |
| 08:37' Miro Aaltonen (Niklas Friman, Joonas Nättinen) 10:45' Mikko Lehtonen (Juuso Hietanen, Sakari Manninen) 23:08' Marko Anttila (Hannes Björninen) 55:28' Iiro Pakarinen (Valtteri Filppula, Harri Pesonen) 56:47' Teemu Hartikainen (bez asistence) | 08:37' Miro Aaltonen (Niklas Friman, Joonas Nättinen) 10:45' Mikko Lehtonen (Juuso Hietanen, Sakari Manninen) 23:08' Marko Anttila (Hannes Björninen) 55:28' Iiro Pakarinen (Valtteri Filppula, Harri Pesonen) 56:47' Teemu Hartikainen (bez asistence) | 1:0 2:0 3:0 3:1 4:1 5:1 | 37:49' Andres Ambühl (Enzo Corvi, Gaetan Haas) | Rozhodčí: Andris Ansons Olivier Gouin Čároví: Daniel Hynek Brian Oliver |
| 4 min | 4 min | Tresty                  | 4 min                                          | Rozhodčí: Andris Ansons Olivier Gouin Čároví: Daniel Hynek Brian Oliver |
| 23 | 23 | Střely                  | 34                                             | Rozhodčí: Andris Ansons Olivier Gouin Čároví: Daniel Hynek Brian Oliver |

| 16. února 2022 21:30 | Švédsko | 2:0 (0:0, 0:0, 2:0) | Kanada | National Indoor Stadium, Peking Návštěvnost: 950 |  |

| Report                                                                      |                                                                             |          |              |                                                                                 |
| Lars Johansson                                                              | Lars Johansson                                                              | Brankáři | Matt Tomkins | Rozhodčí: Andrew Bruggeman Yevgeni Romasko Čároví: William Hancock Gleb Lazarev |
| 50:15' Lucas Wallmark (bez asistence) 58:10' Anton Lander (Pontus Holmberg) | 50:15' Lucas Wallmark (bez asistence) 58:10' Anton Lander (Pontus Holmberg) | 1:0 2:0  |              | Rozhodčí: Andrew Bruggeman Yevgeni Romasko Čároví: William Hancock Gleb Lazarev |
| 6 min                                                                       | 6 min                                                                       | Tresty   | 6 min        | Rozhodčí: Andrew Bruggeman Yevgeni Romasko Čároví: William Hancock Gleb Lazarev |
| 26                                                                          | 26                                                                          | Střely   | 22           | Rozhodčí: Andrew Bruggeman Yevgeni Romasko Čároví: William Hancock Gleb Lazarev |

### Semifinále
| 18. února 2022 12:10 | Finsko | 2:0 (1:0, 0:0, 1:0) | Slovensko | National Indoor Stadium, Peking Návštěvnost: 1 071 |  |

| Report | |          |              |                                                                            |
| Harri Säteri                                                                                                  | Harri Säteri                                                                                                  | Brankáři | Patrik Rybár | Rozhodčí: Tobias Bjork Yevgeni Romasko Čároví: Gleb Lazarev Dustin McCrank |
| 15:58' Sakari Manninen (Petteri Lindbohm, Sami Vatanen) 59:21' Harri Pesonen (Teemu Hartikainen, Ville Pokka) | 15:58' Sakari Manninen (Petteri Lindbohm, Sami Vatanen) 59:21' Harri Pesonen (Teemu Hartikainen, Ville Pokka) | 1:0 2:0  |              | Rozhodčí: Tobias Bjork Yevgeni Romasko Čároví: Gleb Lazarev Dustin McCrank |
| 0 min | 0 min | Tresty   | 6 min        | Rozhodčí: Tobias Bjork Yevgeni Romasko Čároví: Gleb Lazarev Dustin McCrank |
| 27 | 27 | Střely   | 28           | Rozhodčí: Tobias Bjork Yevgeni Romasko Čároví: Gleb Lazarev Dustin McCrank |

| 18. února 2022 21:10 | Sportovci ROV | 2:1 po s.n. (3:2) (0:0, 1:0, 0:1 - 0:0) | Švédsko | National Indoor Stadium, Peking Návštěvnost: 1 161 |  |

| Report                                                                                               | |             |                                                        |                                                                             |
| Ivan Fedotov                                                                                         | Ivan Fedotov                                                                                         | Brankáři    | Lars Johansson                                         | Rozhodčí: Andrew Bruggeman Olivier Gouin Čároví: Daniel Hynek Jiří Ondráček |
| 20:15' Anton Slepyšev (Pavel Karnauchov, Jegor Jakovlev) 65:00' Arsenij Gricjuk (rozhodující nájezd) | 20:15' Anton Slepyšev (Pavel Karnauchov, Jegor Jakovlev) 65:00' Arsenij Gricjuk (rozhodující nájezd) | 1:0 1:1 2:1 | 46:22' Anton Lander (Henrik Tömmernes, Jonathan Pudas) | Rozhodčí: Andrew Bruggeman Olivier Gouin Čároví: Daniel Hynek Jiří Ondráček |
| 4 min                                                                                                | 4 min                                                                                                | Tresty      | 4 min                                                  | Rozhodčí: Andrew Bruggeman Olivier Gouin Čároví: Daniel Hynek Jiří Ondráček |
| 41                                                                                                   | 41                                                                                                   | Střely      | 35                                                     | Rozhodčí: Andrew Bruggeman Olivier Gouin Čároví: Daniel Hynek Jiří Ondráček |

### Zápas o 3. místo
| 19. února 2022 21:10 | Švédsko | 0:4 (0:0, 0:2, 0:2) | Slovensko | National Indoor Stadium, Peking Návštěvnost: 1 229 |  |

| Report         |                |                 | |                                                                              |
| Lars Johansson | Lars Johansson | Brankáři        | Patrik Rybár | Rozhodčí: Olivier Gouin Yevgeni Romasko Čároví: Gleb Lazarev Nikita Shalagin |
|                |                | 0:1 0:2 0:3 0:4 | 23:17' Juraj Slafkovský (Peter Čerešňák) 32:47' Samuel Takáč (Pavol Regenda, Miloš Roman) 58:26' Juraj Slafkovský (Peter Cehlárik) 58:46' Pavol Regenda (bez asistence) | Rozhodčí: Olivier Gouin Yevgeni Romasko Čároví: Gleb Lazarev Nikita Shalagin |
| 6 min          | 6 min          | Tresty          | 4 min | Rozhodčí: Olivier Gouin Yevgeni Romasko Čároví: Gleb Lazarev Nikita Shalagin |
| 28             | 28             | Střely          | 43 | Rozhodčí: Olivier Gouin Yevgeni Romasko Čároví: Gleb Lazarev Nikita Shalagin |

### Finále
| 20. února 2022 12:10 | Finsko | 2:1 (0:1, 1:0, 1:0) | Sportovci ROV | National Indoor Stadium, Peking Návštěvnost: 1 288 |  |

| Report | |             |                                                           |                                                                                   |
| Harri Sateri                                                                                              | Harri Sateri                                                                                              | Brankáři    | Ivan Fedotov                                              | Rozhodčí: Tobias Bjork Andrew Bruggeman Čároví: William Hancock II Dustin McCrank |
| 23:28' Ville Pokka (Hannes Bjorninen, Atte Ohtamaa) 40:31' Hannes Bjorninen (Marko Anttila, Atte Ohtamaa) | 23:28' Ville Pokka (Hannes Bjorninen, Atte Ohtamaa) 40:31' Hannes Bjorninen (Marko Anttila, Atte Ohtamaa) | 0:1 1:1 2:1 | 07:17' Michail Grigorenko (Nikita Nestěrov, Nikita Gusev) | Rozhodčí: Tobias Bjork Andrew Bruggeman Čároví: William Hancock II Dustin McCrank |
| 2 min | 2 min | Tresty      | 6 min                                                     | Rozhodčí: Tobias Bjork Andrew Bruggeman Čároví: William Hancock II Dustin McCrank |
| 31 | 31 | Střely      | 17                                                        | Rozhodčí: Tobias Bjork Andrew Bruggeman Čároví: William Hancock II Dustin McCrank |

## Konečné umístění
| Pořadí | Tým           |
| ------ | ------------- |
|        | Finsko        |
|        | Sportovci ROV |
|        | Slovensko     |
| 4.     | Švédsko       |
| 5.     | USA           |
| 6.     | Kanada        |
| 7.     | Dánsko        |
| 8.     | Švýcarsko     |
| 9.     | Česko         |
| 10.    | Německo       |
| 11.    | Lotyšsko      |
| 12.    | Čína          |

## Statistiky a hodnocení hráčů

### All Stars
| Pozice              | Hráč             |
| ------------------- | ---------------- |
| Brankář             | Patrik Rybár     |
| Obránce             | Mikko Lehtonen   |
| Obránce             | Jegor Jakovlev   |
| Útočník             | Juraj Slafkovský |
| Útočník             | Sakari Manninen  |
| Útočník             | Lucas Wallmark   |
| Nejužitečnější hráč | Juraj Slafkovský |

### Kanadské bodování
| Pořadí | Jméno             | Země      | Z | G | A | B |
| ------ | ----------------- | --------- | - | - | - | - |
| 1.     | Juraj Slafkovský  | Slovensko | 7 | 7 | 0 | 7 |
| 2.     | Sakari Manninen   | Finsko    | 6 | 4 | 3 | 7 |
| 3.     | Adam Tambellini   | Kanada    | 5 | 3 | 4 | 7 |
| 4.     | Teemu Hartikainen | Finsko    | 6 | 2 | 5 | 7 |
| 5.     | Sean Farrell      | USA       | 4 | 3 | 3 | 6 |